# Delia Nivolelli
Le  Delia Nivolelli est un vignoble de la région Sicile doté d'une appellation DOC depuis le 10 juin 1998. Seuls ont droit à la DOC les vins récoltés à l'intérieur de l'aire de production définie par le décret. Les vignobles autorisés se situent en province de Trapani dans les communes de Mazara del Vallo, Marsala, Petrosino et Salemi

## Cépages
Les cépages utilés sont: Ansonica (ou Inzolia), Grecanico dorato, Damaschino, Grillo, Chardonnay, Sauvignon, Nero d'Avola, Perricone (ou Pignatello), Cabernet-sauvignon, Müller-Thurgau, Syrah, Merlot et Sangiovese
Actuellement, l'appellation Delia Nivolelli est subdivisée en sous-appellations selon le cépage.

## Vins, appellations
Les appellations sont:
- Delia Nivolelli Cabernet Sauvignon
- Delia Nivolelli Chardonnay
- Delia Nivolelli Damaschino
- Delia Nivolelli Grecanico
- Delia Nivolelli Grillo
- Delia Nivolelli Inzolia
- Delia Nivolelli Merlot
- Delia Nivolelli Müller Thurgau
- Delia Nivolelli Nero d'Avola
- Delia Nivolelli Perricone
- Delia Nivolelli Sangiovese
- Delia Nivolelli Sauvignon
- Delia Nivolelli Syrah
- Delia Nivolelli bianco
- Delia Nivolelli bianco frizzante
- Delia Nivolelli novello rosso
- Delia Nivolelli rosso
- Delia Nivolelli spumante